# Meistaraflokkur (1918)
Sezon 1918 był 7. sezonem o mistrzostwo Islandii. Drużyna Fram po raz szósty z rzędu zdobyła tytuł mistrzowski, wygrywając wszystkie trzy mecze. Ze względu na brak systemu ligowego żaden zespół nie spadł ani nie awansował po sezonie.

## Drużyny
Po sezonie 1917 do trzech drużyn dołączył zespół Víkingur Reykjavík, żaden zespół natomiast nie zrezygnował z udziału w lidze, w wyniku czego w sezonie 1918 w rozgrywkach Meistaraflokkur wzięły udział cztery zespoły.
| Uczestnicy poprzedniej edycji                                                                                 | Uczestnicy poprzedniej edycji | Uczestnicy poprzedniej edycji | Uczestnicy poprzedniej edycji |
| --- | ----------------------------- | ----------------------------- | ----------------------------- |
| FRA | Fram                          | 1                             |                               |
| KRE | KR                            | 2                             |                               |
| VAL | Valur                         | 3                             |                               |
| Dołączenie w sezonie 1918                                                                                     |                               |                               |                               |
| VÍR | Víkingur Reykjavík            |                               |                               |
| Oznaczenia: - kolumna pierwsza – skróty nazw drużyn, - kolumna trzecia – miejsce zajęte w poprzednim sezonie. |                               |                               |                               |

## Tabela
| Lp. | Drużyna            | M | Z | R | P | Bramki | Bramki | +/– | Pkt |
| --- | ------------------ | - | - | - | - | ------ | ------ | --- | --- |
| 1   | Fram (M)           | 3 | 3 | 0 | 0 | 14     | 5      | +9  | 6   |
| 2   | Víkingur Reykjavík | 3 | 2 | 0 | 1 | 11     | 8      | +3  | 4   |
| 3   | Valur              | 3 | 1 | 0 | 2 | 4      | 8      | −4  | 2   |
| 4   | KR                 | 3 | 0 | 0 | 3 | 4      | 12     | −8  | 0   |

## Wyniki
| Gospodarz \ Gość   | FRA | KRE | VAL | VÍR |
| Fram               |     | 6:1 |     | 6:3 |
| KR                 |     |     | 1:3 |     |
| Valur              | 1:2 |     |     |     |
| Víkingur Reykjavík |     | 3:2 | 5:0 |     |

Źródło: Knattspyrnusamband Íslands (isl.)
Objaśnienia:
1Drużyna gospodarzy jest wymieniona po lewej stronie tabeli.
Kolory: zielony – zwycięstwo gospodarzy, żółty – remis, różowy – zwycięstwo gości.